# Anna Charlotte Barbera
Anna Charlotte Barbera (Torino, 23 settembre 1986) è un'attrice e doppiatrice italiana.

## Biografia
È figlia dell'attrice Anna Maria Barbera. Laureata in Comunicazione per le Istituzioni e le Imprese presso l'Università di Torino, si diploma attrice nel 2012 presso la Scuola per Attori del Teatro Stabile di Torino.
È co-fondatrice dell'associazione culturale Il menu della poesia.
In teatro è stata diretta fra gli altri da Jacopo Gassman, Alessandro Maggi, Valter Malosti, Elonora D'Urso, Mikolaj Bielskij, Maurizio Panici, Marco Lorenzi, Giuliano Scarpinato. Per il piccolo schermo ha collaborato con Tiziana Aristarco, Alessandro Sampaoli e Gianluca Maria Tavarelli.

## Doppiaggio

### Film
- Elena Anaya in Jaula
- Leonor Oberson in La scelta di Anne - L'Événement
- Stephanie George in Love' second chance - Una seconda possibilità per Rose
- Joelle Farrow in Seduzione di famiglia
- Nicole LaLiberte in Regarding the Case of Joan of Arc
- Magdalena Poplawska in Prime Time
- Jackie Gerhardy in The Immortal Wars
- Lindsey Cambpell in The Holly Kane Experiment
- Amber Benson in The Griddle House
- Grace H Bryan in Dear Diary
- Tiffany Shepis in Oujia House
- Antonia Johnstone in Cyber bride
- Jördis Triebel in Blood & Gold
- Isabel Naveira in Infiesto

### Serie televisive
- Natascha McElhone in The Crown
- Jàsmina Polak in Dead End - Strada senza uscita
- Laura Berlin in Vikings: Valhalla
- Merve Çakır in Tempesta d'amore
- Letitia Hector in Ted's Top Ten
- Tulanih Pereira in Olhar indiscreto
- Alicia Armenteros in Dias mejores - Quando meno te lo aspetti
- Valéry Tscheplanowa in The Defeated
- Phoenix Mendoza in Dive Club
- Claudia Pineda in Dark Desire
- Bella Murphy in Dollface
- Isabella Procida in Rock Island Mistery
- Gianina Arana in Pálpito
- Estefania Villareal in Rebelde
- Michelle Jenner in La cuoca di Castamar
- Rona-Lee Shimon in Fauda
- Aislinn Derbez in Broken Promises

### Serie animate
- Amy in Treze, detective nelle tenebre
- Principessa Aurora in Voltron: Legendary Defender
- Justeaze in Fate/Apocrypha
- Tiny in Jumbo
- Arshes Nei in Bastard!!
- Samira e Tsubaki in DanMachi
- Madre in Barley e Tabby
- Tokei e Kei in Kotaro abita da solo
- Dottoressa Hallaway in Kimba, i coraggiosi cambiano il futuro
- Cui Ling ne Il monologo della speziale

### Videogiochi
- Loba Andrade in Apex Legends
- Ritakka e Belna in Horizon Forbidden West[2]
- Martha e Kihel in Final Fantasy XVI[3]
- Roxanne in Cyberpunk 2077[4]

### Audiolibri
- Il canto di Messalina, Antonella Prenner
- L'americana, Heddi Goodrich
- Un diavolo arrogante, R.S. Grey
- Vieni a vedere perché, Amabile Giusti
- Trent'anni e li dimostro, Amabile Giusti
- Sotto lo stesso tetto, Christina Lauren
- Ti ho trovato fra le stelle, Francesca Zappia
- Il ritratto di Elsa Greer, Agatha Christie
- La villa del lago, Lia Levi
- Un disastro chiamato amore, Chiara Giacobelli
- Solo per una notte, Christina Lauren
- Lo spazio tra le stelle, Anne Corlett